# Historisch compromis
Het historisch compromis (Italiaans: compromesso storico) was de samenwerking tussen de twee grootste politieke partijen van Italië, Democrazia Cristiana (christendemocraten) en de Partito Comunista Italiano (communisten). Als gevolg van het compromis leverden communisten in 1978 gedoogsteun voor een christendemocratische regering onder leiding van Giulio Andreotti.
Vanaf het begin stond het compromis onder druk van zowel de linkervleugel in de communistische partij als de rechtervleugel van de christendemocratie. De moord op de linkse christendemocraat Aldo Moro, die het compromis mede mogelijk had gemaakt, leidde tot het voortijdig einde ervan.

## Geschiedenis

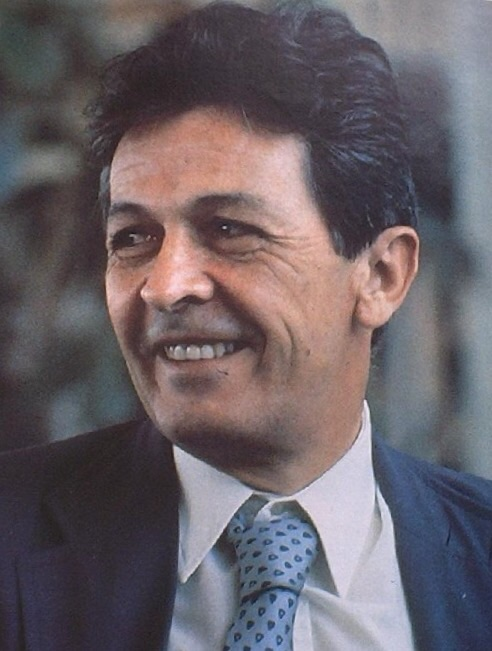
Enrico Berlinguer, partijsecretaris van de PCI, voorstander van samenwerking met DC

### Voorgeschiedenis
Het concept voor de samenwerking waren de communisten onder partijleider Enrico Berlinguer en werd omarmd door de leider van de christendemocraten, Aldo Moro. De christendemocraten en communisten, sinds het einde van de Tweede Wereldoorlog respectievelijk de eerste en tweede partij van het land, stonden decennia lang tegenover elkaar en weigerden systematisch met elkaar samen te werken. De communisten maakten sinds het einde van de jaren veertig ook geen deel meer uit van de regering, omdat de christendemocraten nog uitsluitend kabinetten vormden met partijen van het politieke midden. In de jaren zestig vond er een kentering plaats binnen Democrazia Cristiana toen die partij niet langer meer de links-socialistische PSI uitsloot en sindsdien met de deze partij de coalities die het land regeerden domineerde.
Vanaf het begin van de jaren zeventig leed Italië onder het geweld van extreemrechtse, neofascistische terroristische organisaties aan de ene kant en extreemlinkse terroristische organisaties aan de andere kant. Bovendien nam de invloed van neofascistische en proletarische splinterpartijtjes in het parlement toe. Om van Italië weer een stabiel land te maken en om alle democratische krachten in het land te verenigen besloten christendemocraten en communisten om de handen ineen te slaan. Hoewel Moro bereid was om met de PCI van Berlinguer - die onlangs een eurocommunistische en minder op Moskou-gerichte koers was gaan varen - samen te werken, weigerde Moro de PCI in de regering op te nemen. De PCI voelde er overigens ook niet veel voor om met de "burgerlijke" christendemocraten samen te werken.
De kleine centrumlinkse Partito Repubblicano Italiano (PRI) van Ugo La Malfa en de PSI van Bettino Craxi stonden sceptisch over samenwerking met de communisten. De republikeinen waren weliswaar progressief, maar stonden afwijzend tegenover de communisten, de socialisten hadden zich onder Craxi ontwikkeld tot een anticommunistische partij die er alles aan deden om de communisten te verdringen als tweede partij van het land. Bovendien zou de samenwerking tussen christendemocraten en communisten in een gedoogconstructie de PSI overbodig maken.

### Kabinet-Andreotti IV
In maart 1978 vormde de conservatieve christendemocraat Giulio Andreotti een kabinet dat louter bestond uit christendemocraten, maar dat - in ruil voor allerlei concessies - gedoogsteun ontving van een deel van de communistische fractie. Fractieleden van de linkervleugel van de PCI weigerden echter het kabinet te steunen waardoor er al gauw spanningen aan het licht kwamen binnen de communistische partij van Berlinguer. De coalitie van Nationale Solidariteit, zoals de regering van Andreotti werd genoemd, kreeg te maken met een ernstig probleem toen op 16 maart, daags na de vorming van de regering, Moro, de voorzitter van DC en instigator van het historisch compromis, door leden van de extreemlinkse Rode Brigades werd ontvoerd. De ontvoerders maakten allerlei eisen bekend en hoopten een wig te drijven tussen de christendemocraten en communisten. Het parlement kwam meerdere keren bijeen om over de ontvoeringszaak en de eisen van de terroristen te overleggen, maar de regering, gesteund door de communisten, weigerde om te onderhandelen met terroristen.

### Ontvoering vanAldo Moro

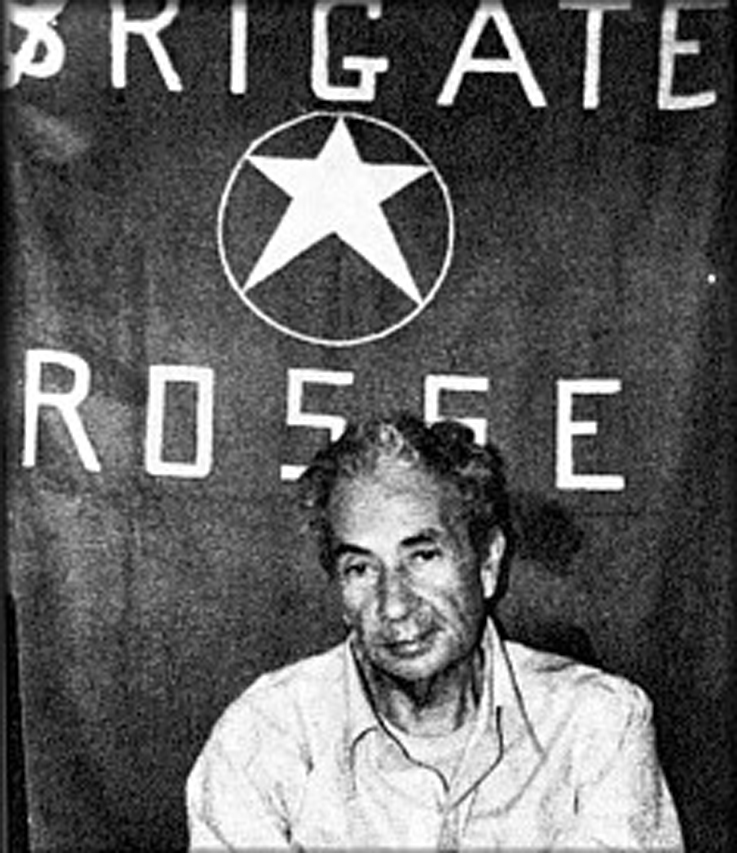
Aldo Moro tijdens diens ontvoering

Op 9 mei 1978 werd Moro vermoord waarna er een anticommunistische stemming ontstond onder de Italiaanse bevolking: veel Italianen waren van mening dat de Rode Brigades contacten hadden met de PCI, maar dat bleek niet zo te zijn. Net als de christendemocraten waren de communisten van mening dat een regering nooit mocht onderhandelen met terroristen. De regering hield nog enkele maanden stand, maar in januari 1979 vormde Andreotti een nieuw kabinet, nu zonder steun van de communisten, maar met de "traditionele" coalitiepartners van DC, de PRI en de PSDI.

### Nasleep enPentapartito
Bij de verkiezingen van 1979 leden zowel DC als de PCI een gevoelige nederlaag. Na wat kortstondige coalities kwamen de leiders van de christendemocraten, Arnaldo Forlani en de socialisten, Bettino Craxi in 1981 overeen dat Italië - ongeachte verkiezingsuitslagen in de toekomst - voortaan zou worden geregeerd door vier partijen: DC, PSI, PSDI, PRI en PLI. Deze vierpartijenkabinetten (Pentapartito) bleven ruim een decennium aan de macht in Italië: corruptieschandalen, vriendjespolitiek en zelfverrijking maakten aan het begin van de jaren negentig een einde aan het machtsmonopolie van de vier partijen.